# Luc Lamine
Luc Lamine is een Belgisch politiefunctionaris die van 1999 tot 2003 korpschef bij de Antwerpse politie was. Op 18 maart 2003 werd hij tijdens het Visa-affaire echter geschorst wegens verdenking van betrokkenheid bij deze fraude-affaire. Drie jaar later bleken deze verdenkingen nergens op gebaseerd te zijn.

## Biografie
Lamine werkte vroeger als consultant in de privésector. Hij was lid van het ACW. In 1999 was hij hoofdcommissaris van de Zone Noord en deed mee aan het examen voor een nieuwe korpschef bij de Antwerpse politie. Hij kwam als eerste uit het examen en werd zo Antwerpse politiekorpschef. Lamine viel op doordat hij de organisatie van de Antwerpse politie grondig herstructureerde en de criminaliteit in de stad zeer repressief bestreed. Tijdens de rellen in Borgerhout in november 2002 ging Lamine luisteren naar AEL-leider Abou Jahjah en maande hem om zijn betoging te beëindigen, wat Jahjah ook deed. Tijdens de heisa rond de Visa-affaire in Antwerpen werd Lamine mee in verdenking gesteld en op 18 maart 2003 lange tijd geschorst. De behandeling van zijn dossier sleepte drie jaar lang aan, maar uiteindelijk werd hij in 2006 over de ganse lijn vrijgesproken, waarna hij een staffunctie bij de politie opnam.
In oktober 2018 werd hij verkozen als gemeenteraadslid van Kapellen voor Open VLD.